# 大同 (辽朝)
大同（947年二月—九月）是遼太宗耶律德光的年号。辽朝使用该年号共8个月。大同元年四月辽世宗即位沿用。

## 改元
- 會同十年——二月一日，遼太宗改國號為大遼，改元大同。四月二十二日，遼太宗去世，二十三日，遼世宗耶律阮即位。九月十六日，改元天祿。[2][3]

## 紀年對照表
| 大同 | 元年  |
| ---- | ----- |
| 公元 | 947年 |
| 干支 | 丁未  |

## 同期存在的其他政权年号
- 中國
  - 天福（947年）：後漢—劉知遠之年號
  - 保大（943年－957年）：南唐—李璟之年號
  - 乾和（943年－958年七月）：南漢—劉晟之年號
  - 廣政（938年－965年）：後蜀—孟昶之年號
  - 至治（946年－951年）：大理—段思良之年號
  - 同慶（912年－966年）：闐—尉遲烏僧波之年號
- 日本
  - 天慶（938年－947年）：朱雀天皇之年号
  - 天曆（947年－957年）：村上天皇之年号

## 参見
- 中國年號索引
- 其他政权使用的大同年号

## 深入閱讀
- 李崇智. . 北京: 中華書局. 2004年12月. ISBN 7101025129.
- 鄧洪波. . 臺北: 國立臺灣大學東亞經典與文化研究計劃. 2005年3月  [2021-11-26]. ISBN 9789860005189. （原始内容 (pdf)存档于2007-08-25）.

| 前一年號： 会同 | 辽朝年号 | 下一年號： 天祿 |